# Pesca com cormorão

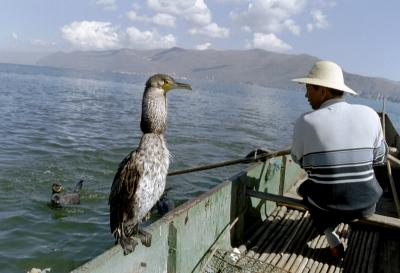
Pescador chinês com um dos seus cormorões (corvos-marinhos) no lago Erhai perto de Dali, Iunão. O laço da garganta do pássaro é visível através da constrição no pescoço do pássaro.

A pesca com cormorão ou corvo-marinho é um método tradicional de pesca em que os pescadores usam cormorões treinados para pescar nos rios. Historicamente, a pesca com cormorão empreendeu-se no Japão, onde se chama Ukai, e na China, bem como na Grécia, na Macedônia do Norte e, brevemente, na Inglaterra e na França. É atestado pela primeira vez como um método usado pelos antigos japoneses no Livro de Sui, que documenta a história oficial da Dinastia Sui da China, extinta em 636 EC. Essa técnica também foi usada noutros países. Atualmente está ameaçada na China.
Para controlar os pássaros, os pescadores dão-lhes um nó perto da base da garganta. Isso evita que os pássaros engulam peixes maiores, que por sua vez ficam presos na garganta, deixando-os, no entanto, engolir peixes mais pequenos. Quando um cormorão apanha um peixe que não consegue ingerir, o pescador traz o pássaro de volta à embarcação e faz com que ele ejete o peixe. Embora tendo sido outrora uma indústria de sucesso, hoje em dia a pesca com o cormorão é fundamentalmente uma atração turística.
Os tipos de cormorão usados variam de acordo com a localização. Em Gifu, no Japão, é usado o cormorão japonês ( Phalacrocorax capillatus ); Os pescadores chineses costumam empregar o grande cormorão(grandes corvos-marinhos) (P. carbo). Mergulhões (pássaros do gênero Anhinga), que são parentes próximos dos cormorões, também são usados neste método de pesca ocasionalmente.

## Localizações

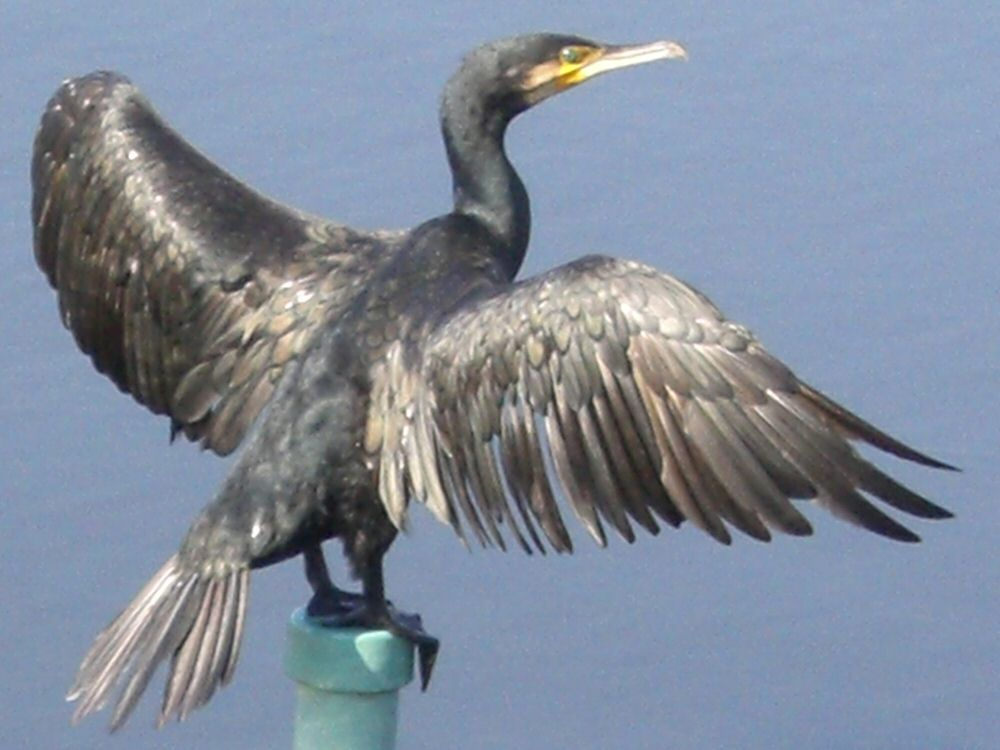
O grande cormorão (grande corvo-marinho) é usado frequentemente por pescadores chineses.

### Japão
A pesca com cormorão, chamada ukai (鵜 飼) em japonês, ocorre em 13 cidades japonesas. O local mais famoso é Gifu, capital da prefeitura de Gifu, lar da pesca com cormorão no rio Nagara, que se tem realizado sem interrupções nos últimos 1.300 anos. A pesca com cormorão também é praticada em Seki no rio Nagara, mas é chamada de 'pesca com cormorão Oze' (小瀬鵜飼Oze Ukai). Apenas os mestres da pesca com cormorão em Gifu e Seki são empregados pelo imperador e apelidados de Pescadores Imperiais da Agência da Casa Real.

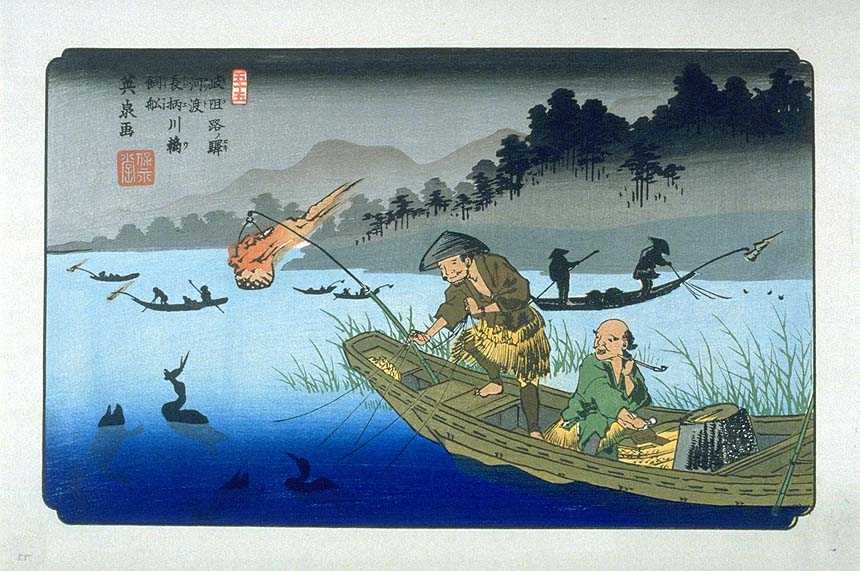
Xilogravura de Keisai Eisen representando a pesca com cormorão no rio Nagara durante o período Edo.

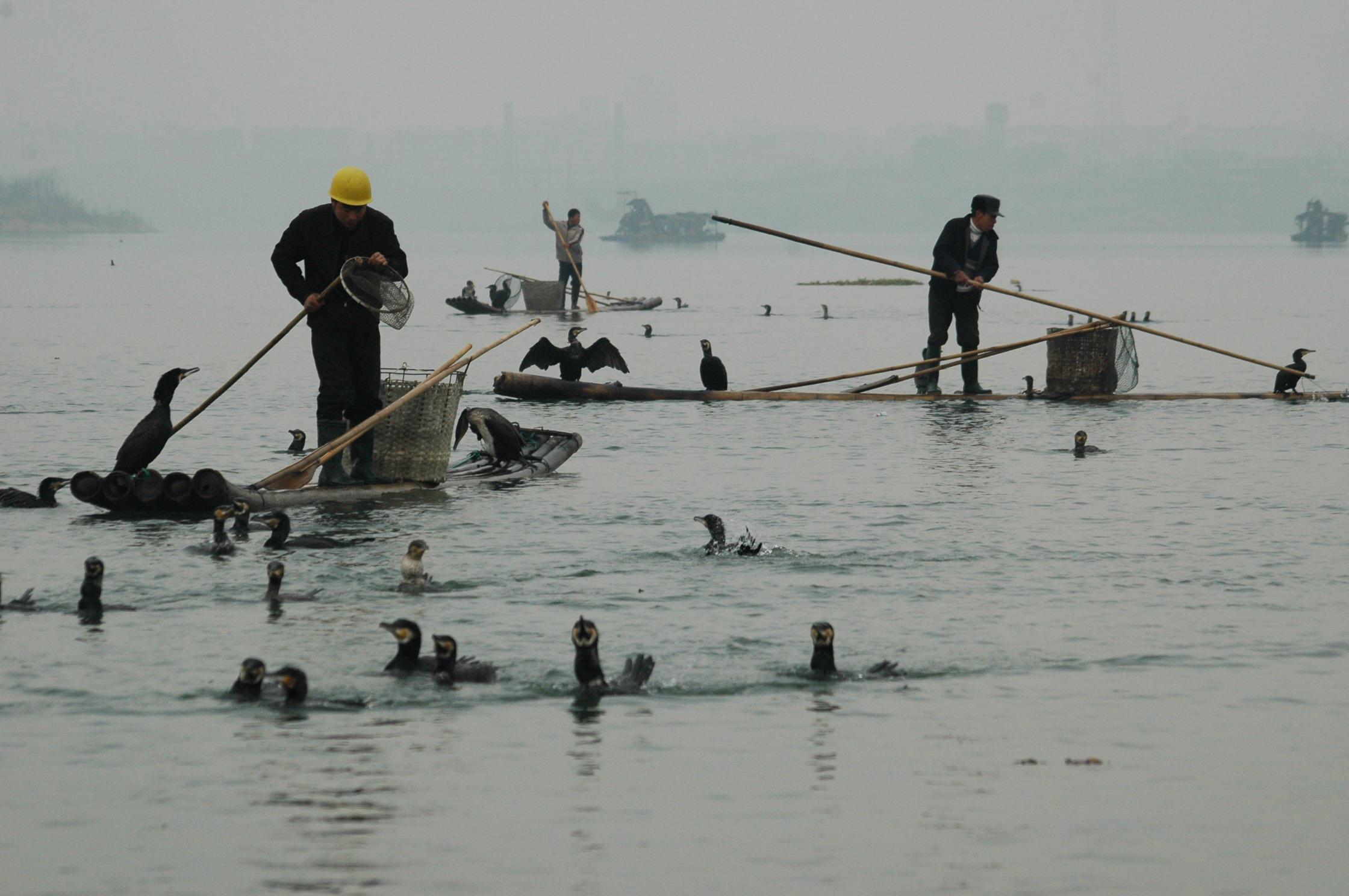
Pescadores com cormorão no lago Poyang, China.

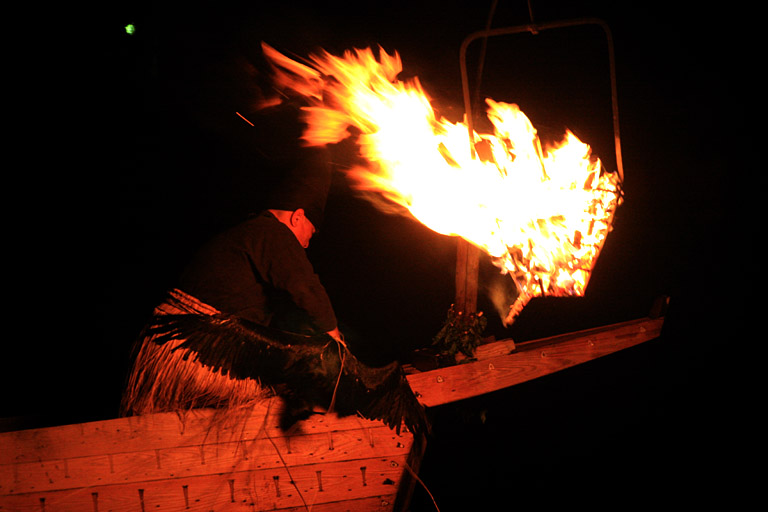
Mestre da pesca com cormorão num barco em Gifu, Japão.

- Fuefuki, Prefeitura de Yamanashi ( Rio Fuefuki )
- Gifu, Prefeitura de Gifu (Rio Nagara)
- Seki, Prefeitura de Gifu (Rio Nagara)
- Inuyama, Prefeitura de Aichi ( Rio Kiso )
- Uji, Prefeitura de Kyoto ( rio Uji )
- Kyoto, Prefeitura de Kyoto ( rio Ōi )
- Arida, Prefeitura de Wakayama (Rio Arida)
- Miyoshi, Prefeitura de Hiroshima (Rio Basen)
- Masuda, Prefeitura de Shimane ( rio Takatsu )
- Iwakuni, Prefeitura de Yamaguchi ( Rio Nishiki )
- Ōzu, província de Ehime (rio Hiji)
- Hita, Prefeitura de Ōita (rio Mikuma)
- Asakura, Prefeitura de Fukuoka ( Rio Chikugo )

### China
Em Guilin, Guangxi, os cormorões são famosos pela pesca nos baixios do rio Lijiang. Noutras partes do sul da China, o povo Bai tem praticado a pesca com cormorão desde o século IX nas margens do Lago Erhai. Tradicionalmente praticada para sustento próprio, a pesca com cormorão é agora realizada principalmente para turistas.

### Europa
A pesca com cormorão é uma tradição antiga na Grécia e na Macedônia do Norte, especialmente no lago Doiran, que fica na fronteira dos dois países, e ainda hoje é praticada por alguns pescadores tradicionais. Na Europa Ocidental, a pesca com cormorão realizou-se brevemente entre os séculos 16 e 17, principalmente na Inglaterra e na França.

### Peru
Há alegações de que a pesca com cormorão foi praticada no Peru durante o século 5, 100 anos antes de ocorrer no Japão.